# Anthyllis terniflora
Anthyllis terniflora är en ärtväxtart som först beskrevs av Mariano Lagasca y Segura, och fick sitt nu gällande namn av Carlos Pau. Anthyllis terniflora ingår i släktet getväpplingar, och familjen ärtväxter. Inga underarter finns listade i Catalogue of Life.